# يوراموستين
يوراموستين (بالإنجليزية: Uramustine)‏ هو دواء يُستعمل في علاج:
- ابيضاض المحببات المزمن[5]
- لمفوساركومة[5]
- كثرة الحمر الحقيقية[5]
- ابيضاض الدم الليمفاوي المزمن[5]
- كثرة الصفيحات[5]
- سرطان المبيض[5]
- فطار فطراني[5]